# Fumador de pipa
Fumador de pipa (o El fumador) és una pintura a l'oli sobre llenç realitzada en 1891 per l'artista francès Paul Cézanne. Es conserva en l'Ermitage de Sant Petersburg.
En els anys 90 del segle xix Cezanne va pintar diferents quadres amb temàtica a l'entorn dels parcers de la residència de Jas de Bouffan, propietat de la família de Cezanne des de 1859, un d'ells el present.
El protagonista de la pintura és un jove agricultor, qui va accedir a posar per un mòdic preu.
Hi ha una altra versió del quadre en el Kunsthalle Mannheim, Alemanya.